# L'Astrònom
|  | Aquest article tracta sobre l'autor de Vita Hludovici. Si cerqueu la pintura de Johannes Vermeer, vegeu «L'astrònom (Vermeer)». |

L'Astrònom o Astronomus (a vegades també l'Astrònom del Llemosí) és el nom amb què és conegut l'autor anònim de la important obra Vita Hludovici, una biografia de l'emperador Lluís el Pietós, al segle IX. No se sap res d'aquest personatge però pel seu malnom es dedicava a l'astronomia o astrologia.